# Monica Valen
Grethe Monica Eikild Valen (Porsgrunn, 15 september 1970) is een Noors voormalig wielrenster. Zij werd in 1994 wereldkampioen op de weg.

## Levensloop
Valen fietste in haar jeugd, maar stopte daar op zeventienjarige leeftijd mee om een gezin te stichten samen met haar man discuswerper Svein Inge Valvik. Toen Valen negentien was kregen zij een dochter. Vanwege haar afkeer van het huishoudelijk werk begon Valvik weer met fietsen. Zij debuteerde in 1991 op het wereldkampioenschap in het Duitse Stuttgart, waar ze zesendertigste werd. Een jaar later nam ze namens deel aan de Olympische spelen in Barcelona, waar ze vijfde werd in de wegrace. In datzelfde jaar werd ze Noors kampioen op de weg en op de tijdrit. In de jaren volgend nog zes nationale titels (vier op de weg, twee op de tijdrit). 
Haar grootste succes boekte Valen in 1994 toen zij in een massasprint het wereldkampioenschap won. Zij profiteerde van het werk van de Françaises Cecil Odin en Catherine Marsal die achter hun eigen landgenote Jeannie Longo aanreden. In datzelfde jaar jaar had Valvik al het eindklassement in Omloop 't Molenheike gewonnen, evenals vier etappes in de Ronde van de Aude en drie etappes in de Grote Prijs Zürich.
Valen bleef tot 2002 op hoog niveau fietsen. In 1995 won ze de tweede etappe in de Ronde van Italië. In 2000 de Ronde van Bretagne. Op de Olympische Spelen in Sydney werd ze dat jaar negentwintigste.

## Persoonlijk
Monica Valen was getrouwd met de discuswerper Svein Inge Valvik. Haar zus Anita was ook wielrenster.

## Overwinningen
1992
 Noors kampioene tijdrijden, Elite
 Noors kampioene op de weg, Elite
Proloog en 1e etappe Ronde van de Europese Economische Gemeenschap
1993
 Noors kampioene tijdrijden, Elite
 Noors kampioene op de weg, Elite
Eindklassement Postgiro
1994
7e etappe deel A Ronde van de Aude
3e en 5e etappe AMEV Ladies Trophy
Eindklassement AMEV Ladies Trophy
 Noors kampioene op de weg, Elite
 Wereldkampioene op de weg, Elite
1995
2e etappe Ronde van Italië
1997
 Noors kampioene tijdrijden, Elite
 Noors kampioene op de weg, Elite
5e etappe Ronde van Thüringen
1998
 Noors kampioene op de weg, Elite
3e etappe Ronde van Bretagne
2000
2e en 6e etappe Ronde van Bretagne
Eindklassement Ronde van Bretagne
2002
7e etappe Women's Challenge

### Resultaten in voornaamste wedstrijden
|      | \| Jaar \| Primavera Rosa \| \| WK op de weg \| \| ---- \| -------------- \| \| ------------ \| \| 1991 \| \| \| 36e \| \| 1992 \| \| \| \| \| 1993 \| \| \| 32e \| \| 1994 \| \| \| ↑ \| \| 1995 \| \| \| 28e \| \| 1996 \| \| \| \| \| 1997 \| \| \| 15e \| \| 1998 \| \| \| 22e \| \| 1999 \| \| \| \| \| 2000 \| 22e \| \| \| \| 2001 \| 29e \| \| 13e \| \| 2022 \| 64e \| \| 71e \| |  |              |
| Jaar | Primavera Rosa |  | WK op de weg |
| 1991 | |  | 36e          |
| 1992 | |  |              |
| 1993 | |  | 32e          |
| 1994 | |  | ↑            |
| 1995 | |  | 28e          |
| 1996 | |  |              |
| 1997 | |  | 15e          |
| 1998 | |  | 22e          |
| 1999 | |  |              |
| 2000 | 22e |  |              |
| 2001 | 29e |  | 13e          |
| 2022 | 64e |  | 71e          |